# فلیسین شاله
فلیسین رابرت شاله (به فرانسوی: Felicien Challaye) (زاده ۱ نوامبر ۱۸۷۵ در لیون - مرگ ۲۶ آوریل ۱۹۶۷ در پاریس) فیلسوف و روزنامه‌نگار استعمارستیز فرانسوی بود.
در سالهای ۱۹۰۳ تا ۱۹۳۷ شاله در پاریس معلم فلسفه دبیرستان بود. در ۱۹۰۵ او به عنوان دستیار جهانگرد و مکتشف پیر ساورین دبراسا در جمهوری کنگو به کار پرداخت.

## کتاب‌های ترجمه‌شده به فارسی
- شناخت زیبایی (استیک)، فلیسین شاله، مترجم علی اکبر بامداد، چاپخانه تابش تهران، ۱۳۲۸
- م‍ت‍اف‍ی‍زی‍ک ی‍ا ف‍ل‍س‍ف‍ه اول‍ی، فلیسین شاله، عبدالحسین نیک‌گهر (مترجم)، ت‍ب‍ری‍ز: انتشارات کتابخانه چهر، ۱۳۳۸
- تاریخ مختصر ادیان بزرگ، فلیسین شاله، ترجمه منوچهر خدایار محبی، انتشارات دانشگاه تهران، ۱۳۴۶
- داستان‌های ژاپنی، فلیسین شاله، اردشیر نیک‌پور (مترجم)، ناشر: علمی و فرهنگی - ۱۳۸۳
- فروید و فرویدیسم
- فلسفه علمی، فیلیسین شاله، یحیی مهدوی (مترجم)، ناشر: دانشگاه تهران- ۱۳۵۰